# وحدة بريست الحضرية
وحدة بريست الحضرية، هي وحدة حضرية فرنسية تتمركز حول مدينة بريست، أكبر مدن إقليم فينيستير، والتي تقع في منطقة بريتاني. تُصنف هذه الوحدة ضمن فئة التجمعات الحضرية الكبيرة في فرنسا، أي التي يزيد عدد سكانها عن 200,000 نسمة.